# Protactinium-233
Protactinium-233 of 233Pa is een radioactieve isotoop van protactinium. Protactinium-233 is een actinide dat op Aarde alleen als intermediair in de brandstofcyclus van thoriumreactoren voorkomt.
Protactinium-233 kan ontstaan door radioactief verval van neptunium-237 en thorium-233.
{\displaystyle {\ce {{^{237}_{93}Np}->{^{233}_{91}Pa}+\,_{2}^{4}\alpha }}}
{\displaystyle {\ce {{^{233}_{90}Th}->{^{233}_{91}Pa}+{e^{-}}+{\bar {\nu }}_{e}}}}

## Radioactief verval
Protactinium-233 vervalt geheel naar de radio-isotoop uranium-233 onder uitzending van bètastraling waarbij tevens een antineutrino vrijkomt:
{\displaystyle {\ce {^{233}_{91}Pa->{^{233}_{92}U}+{e^{-}}+{\overline {\nu }}_{e}}}}
De halveringstijd van protactinium-233 bedraagt ongeveer 27 dagen.
211Pa · 212Pa · 213Pa · 214Pa · 215Pa · 216Pa · 217Pa · 217mPa · 218Pa · 219Pa · 220Pa · 221Pa · 222Pa · 223Pa · 224Pa · 225Pa · 226Pa · 227Pa · 228Pa · 229Pa · 229mPa · 230Pa · 231Pa · 232Pa · 233Pa · 234Pa · 234mPa · 235Pa · 236Pa · 237Pa · 238Pa · 239Pa · 240Pa · 241Pa